# 1292

## Evenimente
- 5 mai: Declin al puterii Habsburgilor, în urma refuzului electorilor germani de a-l alege pe Albert de Habsburg ca rege, preferându-l pe Adolf de Nassau.
- 17 noiembrie: Regele Eduard I al Angliei îl alege pe John Balliol ca rege al Scoției.
- 26 decembrie: John Balliol depune omagiu lui Eduard I la Newcastle.

### Nedatate
- Acțiuni ale sultanului Ala ed-Din de Delhi asupra altor state din India (Malwa, Devagri etc.).
- Albert de Habsburg zdrobește revolta nobililor din Stiria.
- Crearea Imperiului Madjapahit, în estul insulei Java.
- Mongolii debarcă în Java (în Indonezia de azi), cuceresc capitala, însă nu reușesc să se stabilească acolo.
- Orașul Lyon trece în stăpânirea regelui Filip al IV-lea "cel Frumos" al Franței.
- Raidul a 150.000 de mongoli asupra Indiei este respins; unul dintre conducătorii mongoli, Ulghu, se convertește la Islam, împreună cu un important număr de mongoli.
- Regele Filip "cel Frumos" începe ocuparea provinciei Guyenne.
- Se întemeiază emiratul turc de Candaroglu.
- Siamul își extinde dominația asupra regiunii prezentului oraș Vientiane, în Laos.
- Spitalul Sf. Spirit, primul spital de pe teritoriul actual al României, este deschis la Sibiu.
- Sultanul mameluc Khalil invadează statul armean din Cilicia.

## Arte, Știință, Literatură și Filosofie
- Roger Bacon scrie Compendium studii theologiae.

## Nașteri
- Ioan al VI-lea Cantacuzino, împărat al Bizanțului (d. 1383)
- Raniero Arsendi, jurist italian (d. 1358)

## Decese
- 4 aprilie: Nicolae al IV-lea, 64 ani, papă (n. 1227)

- Abulafia, kabbalist spaniol (n. 1240)
- Roger Bacon, 73 ani, filosof și om de știință englez (n. 1214)
- Saadi (n. Abū-Muhammad Muslih al-Dīn bin Abdallāh Shīrāzī), 81 ani, poet persan (n. 1213)
- Vakhtang al II-lea, rege al Georgiei, dinastia Bagrationi (1289-1292), (n. ?)